# پلیس شهری (فیلم)
«پلیس شهری» (انگلیسی: City Police (film)) یک فیلم است که در سال ۱۹۹۳ منتشر شد.